# Katastrofa górnicza w Doniecku (2007)
Katastrofa górnicza w Doniecku (2007) – katastrofa górnicza, która miała miejsce 18 listopada 2007 roku w kopalni węgla kamiennego im. Zasiadki w Doniecku, na wschodniej Ukrainie. Doszło do wybuchu metanu na głębokości ponad 1000 metrów pod powierzchnią ziemi.

## Przed katastrofą
W kopalni panowało poważne zagrożenie wybuchem. Aby je zminimalizować, konieczne było regularne przeprowadzanie degazacji,  lecz ze względu na źle pojmowaną oszczędność odbywała się ona rzadko. Dodatkowym problemem był fakt, że podczas degazacji należało wstrzymać wydobycie węgla, na co nie zgadzał się Juchym Zwiahiski. Węgiel był bowiem niezbędny ukraińskim hutom należącym do oligarchów. Górnicy także często narażali swoje życie, ignorując procedury bezpieczeństwa. Czujniki metanu były celowo uszkadzane, zakrywane ubraniami lub umieszczane na ziemi, gdzie stężenie gazów było niższe.  Powodem tych działań była zależność wynagrodzenia od ilości wydobytego węgla, a osoby sprzeciwiające się takim praktykom degradowano na gorzej płatne stanowiska. Według Mychajła Wołyńca, szefa Niezależnego Związku Zawodowego Górników, te zaniedbania przyczyniły się do tragicznego wypadku.
W dniu poprzedzającym tragedię na głębokości około 1070 metrów rozpoczęto wiercenie korytarzy odprowadzających metan, a prace miały być prowadzone całą dobę. O godzinie 22.00 rozpoczęła się nocna zmiana, na której pracowało 457 osób. Na kilka minut przed eksplozją górnicy zgłosili dyspozytorowi dziwny zapach w sztolni, ale nie zarządzono ewakuacji. Około godziny 3.00 w nocy doszło do wybuchu. Jeden z górników, Witalij Kwitkowski, opisał dramatyczne chwile, mówiąc, że nagle zrobiło się bardzo gorąco, a pył uniemożliwiał widzenie. Poruszał się po omacku, potykając się o ciała kolegów.
Na miejsce tragedii natychmiast przybyli ratownicy, którzy uratowali 356 osób, z których wielu wymagało natychmiastowej pomocy medycznej. Zdołali również wydobyć ciała 30 ofiar, jednak pożar w sztolni utrudniał dalsze działania. Mimo to ekipy ratunkowe kontynuowały pracę. Tymczasem liczba ofiar rosła – rankiem 19 listopada potwierdzono śmierć 90 osób Tego też dnia wysokie stężenie metanu zmusiło ratowników do czasowego wycofania się z kopalni. Po poprawie warunków kontynuowali akcję i wydobyli ciała kolejnych trzech ofiar, jednak los ośmiu pracowników pozostał nieznany.

## Ofiary
W katastrofie zginęło 101 górników, 37 zostało rannych. W momencie wybuchu pod ziemią przebywało 457 osób.
Odnalezienie żywych górników po eksplozji było niemożliwe, ponieważ sztolnia, w której doszło do wybuchu, uległa całkowitemu zawaleniu. Pomimo wysiłków ratowników, ostatnich osiem ciał pozostało na zawsze pogrzebanych w zawalonej sztolni. Ciała 8 osób nie mogły zostać wydobyte z powodu trwającego pod ziemią pożaru. Specjaliści szacowali, że może on potrwać nawet pół roku.
Kolejnym etapem działań było usuwanie skutków eksplozji. W trakcie tych prac, 2 grudnia 2007 roku, doszło do kolejnego wybuchu metanu, w wyniku którego zginęło pięciu ratowników. Tym samym liczba ofiar katastrofy wzrosła do 106.

## Następstwa
Katastrofa w Doniecku wywołała poruszenie w całej Ukrainie. Zgodnie z dekretem prezydenta Wiktora Juszczenki 20 listopada był dniem żałoby narodowej na Ukrainie. Prezydent wezwał też do jak najszybszego wyjaśnienia przyczyn tragedii. Na miejsce przybył premier Wiktor Janukowycz, który zadeklarował konieczność zamknięcia kopalni w celu zapobieżenia podobnym katastrofom w przyszłości. Deklaracja ta była jednak odbierana jako polityczny gest, mający na celu uspokojenie społecznych nastrojów, zwłaszcza że właścicielem kopalni był Juchym Zwiahilski, bliski współpracownik i przyjaciel premiera, czerpiący znaczne korzyści ze sprzedaży węgla ukraińskim oligarchom. Pomimo tragedii kopalnia kontynuowała działalność w kolejnych latach.
Była to największa katastrofa górnicza na Ukrainie od czasu odzyskania niepodległości. Wcześniej najtragiczniejszym w skutkach wypadkiem był wybuch pyłu węglowego w kopalni im. Barakowa w Krasnodonie w obwodzie ługańskim w roku 2000, gdzie zginęło 80 osób.